# Lobeliesø
Betegnelsen Lobeliesø bruges om meget renvandede søer på jordbund med meget lavt mineralindhold – de kaldes også oligotrofe søer. Betegnelsen Lobeliesø refererer til vandplanten tvepibet lobelie, der er karakterart for denne type søer.
Lobeliesø er en betegnelse for en naturtype i Natura 2000-netværket, med nummeret 3110.

## Dannelsesforhold
Denne type søer er relativt sjældne fordi de fleste danske søer enten har et højere indhold af næringsstoffer (naturligt eller grundet Eutrofiering) eller der er et vist indhold af kalk i vandet, da kalk jo forekommer naturligt i den danske undergrund. De forekommer hovedsageligt i Jylland

## Plantevækst
I sådanne søer forekommer en særlig flora af vandplanter. De har ofte en zoneopdelt vegetation af flerårige vandplanter og såkaldte amfibiske planter (planter, som findes både på land og i vand). Naturtypen findes på heder, i klitter eller omgivet af skov.
En særlig gruppe planter der forekommer i lobeliesøen er vand/sumpplanter med blade i en lille roset. Disse planter af vidt forskellig herkomst ligner hinanden fordi de har tilpasset sig det samme miljø. Ud over udseendet her de også det tilfælles at de forekommer i både en undervands- og sumpform.

### Nøgle til små roset-vandplanter i Lobeliesøen
1. Bladroset under vandet – hvidlige eller blegblå blomster på langt skaft over vandet. Blade friskgrønne, noget fladtrykte, mere eller mindre tilbagekrummede og op til 5 cm lange og 3-6 mm brede. Skæres bladet over ses med det blotte øje 2 luftkanaler adskilt af en skillevæg. Tvepibet lobelie
2. Ingen blomster. Blade 1-2mm brede op til 5 cm lange, mørkegrønne, gennemskinnelige, opret linjeformede stive blade. Skæres bladet over ses med lup 4 luftkanaler adskilt af tydelige tværvægge. Brasenføde
3. Blade stive og faste, cylindriske, friskgrønne med mange ganske tynde luftkanaler der kun kan ses med lup. Blomstringen juni-august er usædvanlig. Rødlige, 3-5cm lange stængler bærer blomsterne. I stænglens ende sidder hunblomsterne i en lille fortykning, og herfra udgår 4 tynde, 3-5cm lange, hvide stilke, hver med en gul støvknap for enden. Strandbo
4. Bladene tynde, halvtrinde og sylespidse siddende i en lille roset. Blomsterne (juli-august) er ca. 1 mm store korsblomster. Sylblad
5. Stænglerne er furet-kantede, 3-10 cm lange og mindre end 0,5 mm tykke. Skæres stænglen over ses med kraftig lup indvendige tværvægge. Halvgræs der ved blomstring har med 1-2 mm lange aks for enden af stænglerne. Nålesumpstrå
6. Stænglerne er glatte, runde, 3-20 cm lange og mindre end 1 mm tykke. Skæres stænglen over ses med kraftig lup indvendige tværvægge. Siv der ved blomstring har med 3-5 mm lange aks for enden af stænglerne. Liden siv

## Geografisk udbredelse
Et typisk eksempel på en sådan sø er f.eks. Madum Sø i Rold Skov.
Der findes en del lobeliasøer i Nationalpark Thy, som f.eks. Nors Sø og Vandet Sø. Flere af søerne her, har dog været plaget af øget næringsstoftilførsel fra især fugleekskrementer de senere år og prognosen er vurderet ugunstig, ifølge Naturstyrelsen (2011).